# Administratura apostolska Kaukazu
Administratura Apostolska Kaukazu (łac. Administratio Apostolica Caucasi Latinorum) – rzymskokatolicka jednostka podziału terytorialnego Kościoła w Gruzji obejmująca swoim zasięgiem Gruzję i Armenię. Siedziba biskupa znajduje się w Katedrze Wniebowzięcia Najświętszej Maryi Panny w Tbilisi.

## Historia
Administratura powstała 30 grudnia 1993 (wcześniej była częścią administratury apostolskiej Rosji Europejskiej).

## Administratorzy apostolscy
- Jean-Paul Gobel (1993–1996)
- Giuseppe Pasotto CSS (od 1996)